# 丙酸异丙酯
丙酸异丙酯（英語：Isopropyl propionate）化学式为CH3CH2COOCH(CH3)2，是丙酸与异丙醇（2-丙醇）酯化形成的羧酸酯。在覆盆子、茶藨子、金柑、番木瓜中可检测到丙酸异丙酯。